# Wu (Okres Trzech Królestw)
Wu – chińskie państwo epoki Trzech Królestw, ze stolicą w Jianye (dzis. Nankin), istniejące w latach 229 do 280.

## Geneza

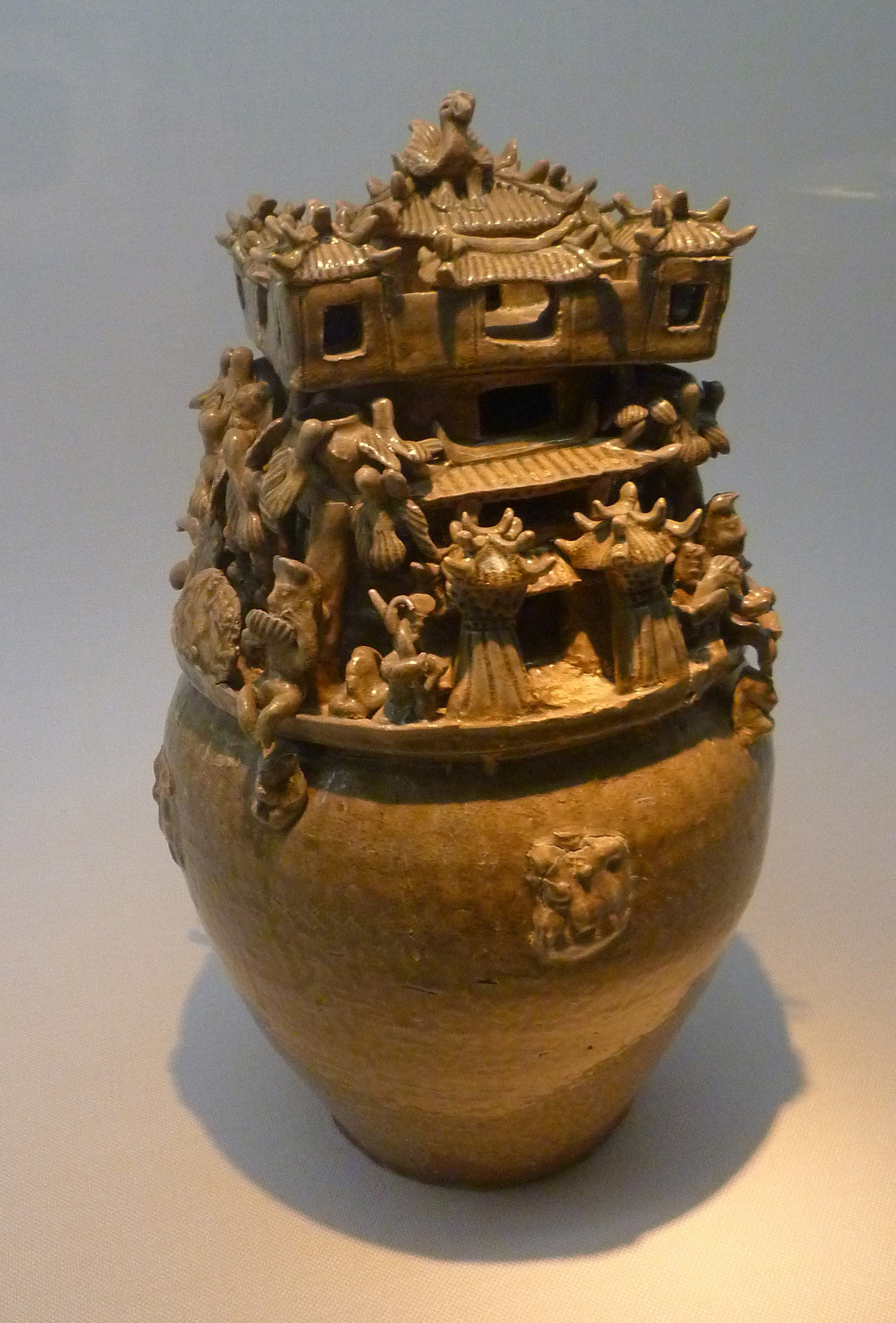
Ceramiczna urna pogrzebowa (hunping)

Faktyczny koniec rządów dynastii Han nastąpił gdy w 189 generał Dong Zhuo zajął Luoyang i zastąpił cesarza Liu Biana (189) jego młodszym bratem Liu Xie (cesarz Xian (189-220). Chociaż cesarz Xian pozostał nominalnym władcą imperium, to realna władza przeszła w ręce lokalnych namiestników i dowódców wojskowych. W walce z Dong Zhuo wyróżnił się generał pochodzący z Południa, Sun Jian. Zginął on w 191, jednak jego syn Sun Ce, korzystając z dziedzictwa ojca, położył podwaliny pod nowe państwo na południowym wschodzie. Po śmierci Sun Ce w 200 schedę po nim przejął jego brat, Sun Quan, i na początku III wieku Południe Chin było podzielone pomiędzy domenę rodu Sun obejmującą region dolnej Jangcy i domenę Liu Biao, który jako namiestnik prowincji Jing, ze stolicą w Jiangling, kontrolował znaczną część dorzecza środkowej i górnej Jangcy.
W 208 Sun Quanowi udało się opanować środkowy bieg Jangcy, zaś jesienią tego roku Liu Biao zmarł. Rządzący na Północy Cao Cao wykorzystał to wydarzenie do przejęcia kontroli nad prowincją Jing, pokonując stawiającego mu opór dawnego zwolennika Liu Biao, Liu Beia. W tej sytuacji Liu Bei zwrócił się o pomoc do Sun Quana i nowi sojusznicy pokonali siły Cao Cao w bitwie o Czerwone Klify. W rezultacie Cao Cao musiał wycofać się na Północ, chociaż zatrzymał Xiangyang, podczas gdy generał Sun Quana, Zhou Yu, zajął Jiangling. Ambitny Liu Bei zmierzał do uzyskania samodzielnej pozycji w nierównym sojuszu z Sun Quanem i w 209 zajął dorzecze rzeki Xiang. Chcąc utrzymać z nim dobre relacje Sun Quan scedował na jego rzecz tereny wokół Jianglingu, podczas gdy sam zatrzymał wschodnią część prowincji Jing.
W kolejnych latach Sun Quan skoncentrował się na rozciągnięciu swojej kontroli na tubylcze plemiona Południa, by w 215 zaatakować Liu Beia, który w międzyczasie przejął kontrolę nad równiną Chengdu. Ta kampania nie przyniosła jednak zdecydowanego rozstrzygnięcia i dawni sojusznicy ustalili pomiędzy sobą nową granicę na rzece Xiang. W tym samym roku Sun Quana zaatakował Cao Cao, jednak okazał się niezdolny do opanowania terenów w dorzeczu Jangcy. W 219 Sun Quan zaatakował pozycje Cao Cao w Hefei, jednak nie uzyskał powodzenia. W tym samym roku generał Liu Beia, Guan Yu, zaatakował siły Cao Cao wzdłuż rzeki Han, oblegając je w Fangchengu. Sun Quan, który do tej pory uważał Cao Cao za większe zagrożenie, dokonał teraz nagłego zwrotu w swojej polityce i pod koniec 219 wysłał swojego generała Lü Menga przeciwko Jianglingowi. Guan Yu został zabity, a znaczna część jego armii poddała się Lü Mengowi. W rezultacie Sun Quan zdobył panowanie nad środkowym i górnym biegiem Jangcy wraz z większością prowincji Jing.
Na początku 220 Cao Cao zmarł i jego syn i następca, Cao Pi (220-226), zdecydował się na przeprowadzenie abdykacji formalnie nadal panującego cesarza Xiana, którego kontrolował jego ojciec. W dziesiątym miesiącu 220 cesarz Xian zrezygnował z tronu i tym samym panowanie dynastii Han ostatecznie dobiegło końca. Cao Pi przyjął tytuł cesarza Wei, a w następnym roku Liu Bei, po tym jak otrzymał fałszywą wiadomość o śmierci cesarza Xiana, ogłosił się kolejnym cesarzem Han. Sun Quan początkowo uznał roszczenia Cao Pi do tronu i w 221 przyjął od niego tytuł króla (wang) Wu. W następnym roku Liu Bei zaatakował Sun Quana, szukając zemsty za śmierć Guan Yu i chcą odzyskać zachodnią część prowincji Jing, został jednak pokonany i zmuszony do odwrotu. W 223 Liu Bei zmarł, a jego syn i następca Liu Shan (223-263) natychmiast zawarł pokój z Wu. W 229 Sun Quan proklamował się cesarzem Wu, tym samym formalnie zrzucając zwierzchność Wei.

## Cesarstwo Wu

### Historia

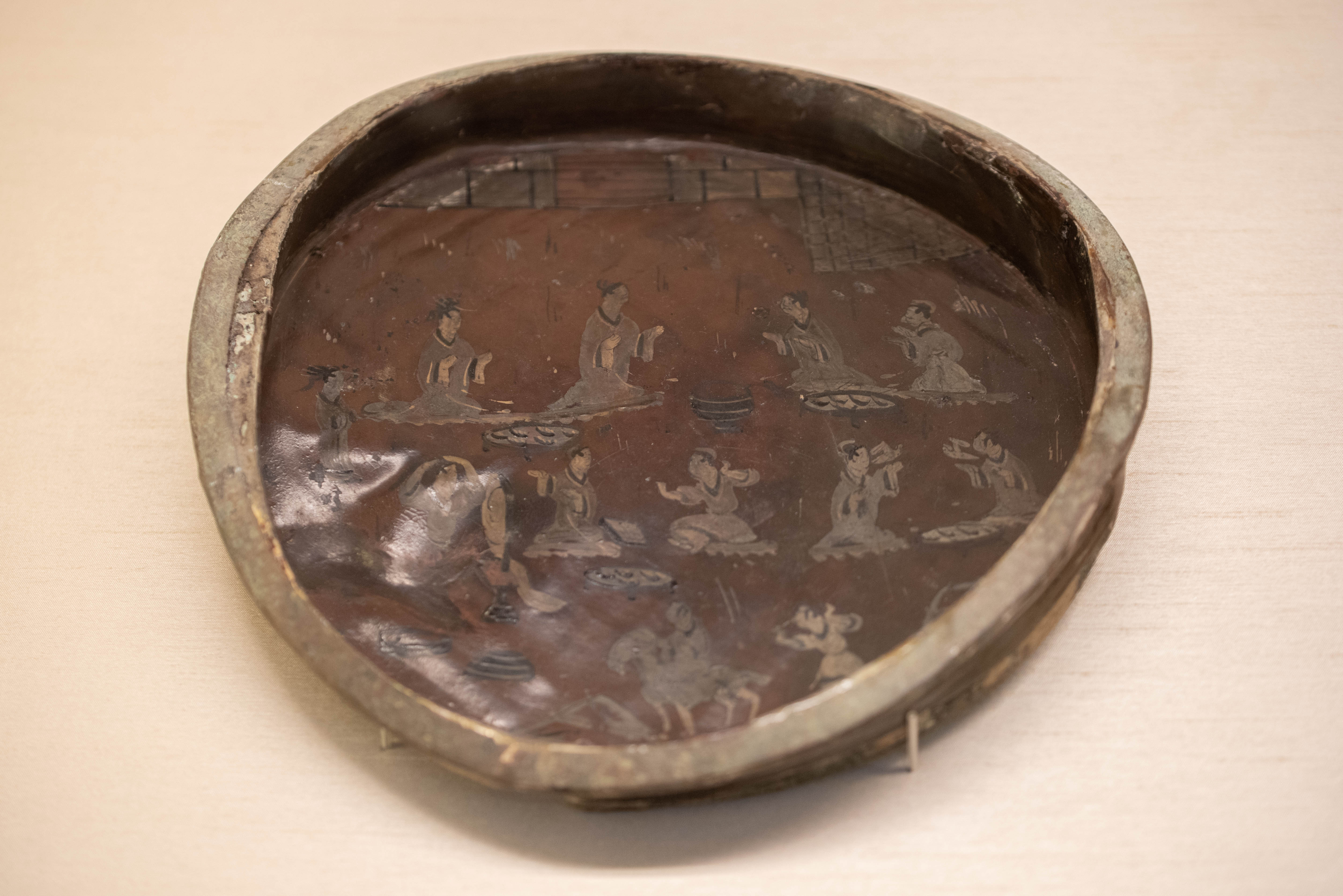
Talerz z laki z grobowca generała Zhu Rana z państwa Wu

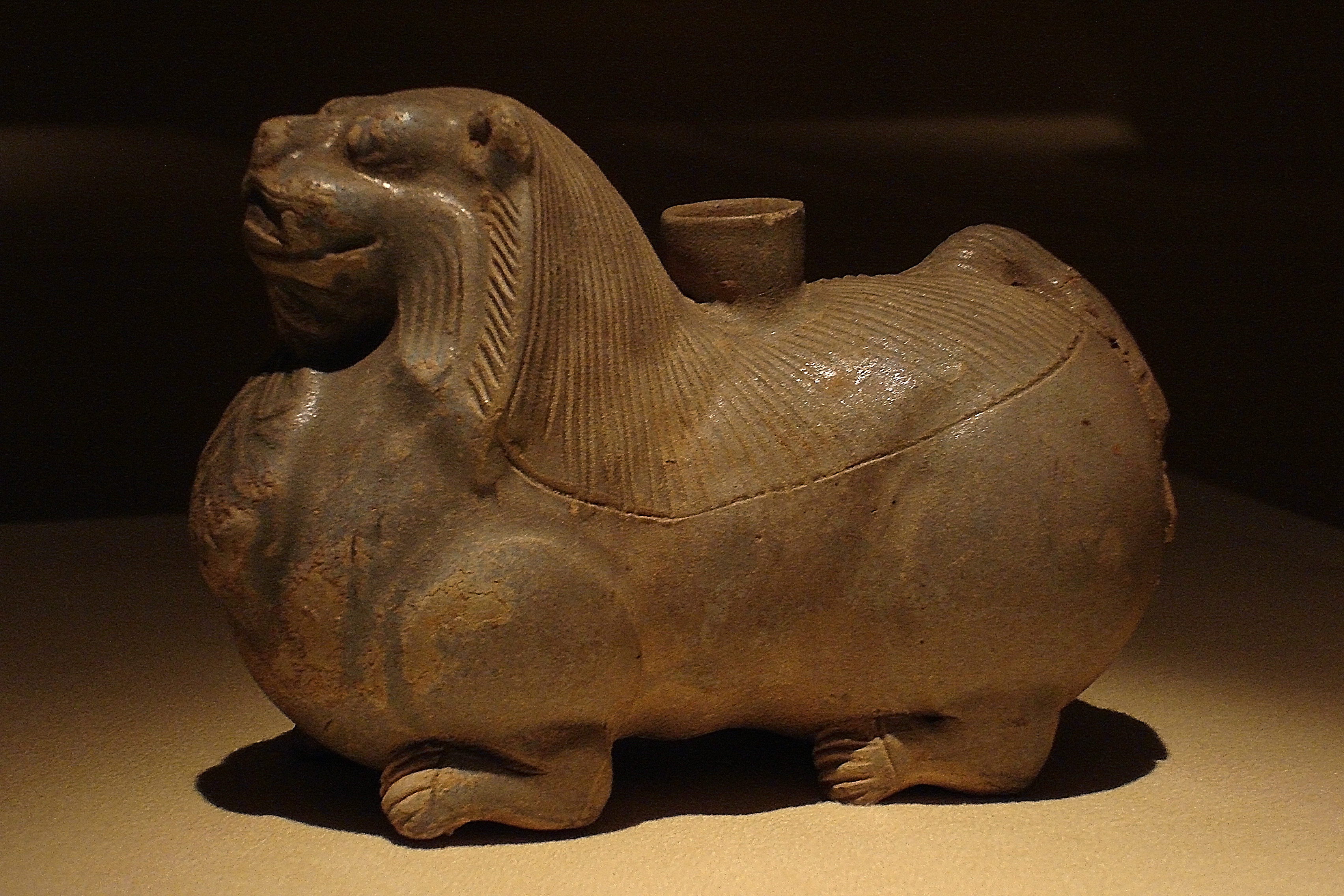
Ceramiczny świecznik w kształcie lwa

Podczas gdy Wei legitymizowało swoją władzę na podstawie akceptacji abdykacji ostatniego cesarza dynastii Han, zaś Shu uważało się za kontynuację dawnego cesarstwa na podstawie pokrewieństwa rodu panującego z rodem cesarskim, Sun Quan uzasadniał swój cesarski tytuł tym, że Cao są niegodnymi Mandatu Niebios uzurpatorami, zaś czas rządów rodu Liu już minął. W 252 Sun Quan zmarł i faktycznie rządzący w Wei Sima Shi zaatakował Wu, został jednak odparty.
Długie panowanie Sun Quana zapewniło Wu stabilizację, jednak natychmiast po jego śmierci wybuchł konflikt o sukcesję. Pierwotny następca tronu Sun Quana zmarł jeszcze w trakcie jego życia, a drugi w międzyczasie został przez niego pozbawiony prawa do tronu, tak że ostatecznie władzę odziedziczył ośmioletni Sun Liang (252-258). Rok po objęciu rządów wydał on rozkaz egzekucji regenta Zhuge Ke, co sprawiło iż jego kuzyn Sun Lin zdominował dwór Wu. W 258 Sun Lin zastąpił Sun Lianga synem Sun Quana, Sun Xiu (258-264), który niedługo po objęciu tronu pozbył się Sun Lina i objął samodzielne rządy. Pomimo to jego panowanie było krótkie i nieznaczące.
W 264 następcą Sun Xiu został jego bratanek, Sun Hao (264-280), któremu jednak nie udało się odbudować autorytetu, jakim władza cesarska cieszyła się za Sun Quana. W 268 Wu zaatakowało Jin w Xiangyangu, ale ofensywa nie przyniosła żadnych istotnych korzyści. Pod koniec 279 siły Jin zaatakowały Wu z dwóch kierunków - armią lądowa wyruszyła z północy, podczas gdy flota pożeglowała w dół biegu Jangcy, wykorzystując fakt iż górny bieg rzeki znalazł się pod kontrolą Jin po podboju Shu w 263. W 280 siły Jin zaatakowały stolicę Wu, Jianye (dzis. Nankin) i Sun Hao skapitulował. Był to koniec historii państwa Wu.

### Administracja, kultura i gospodarka

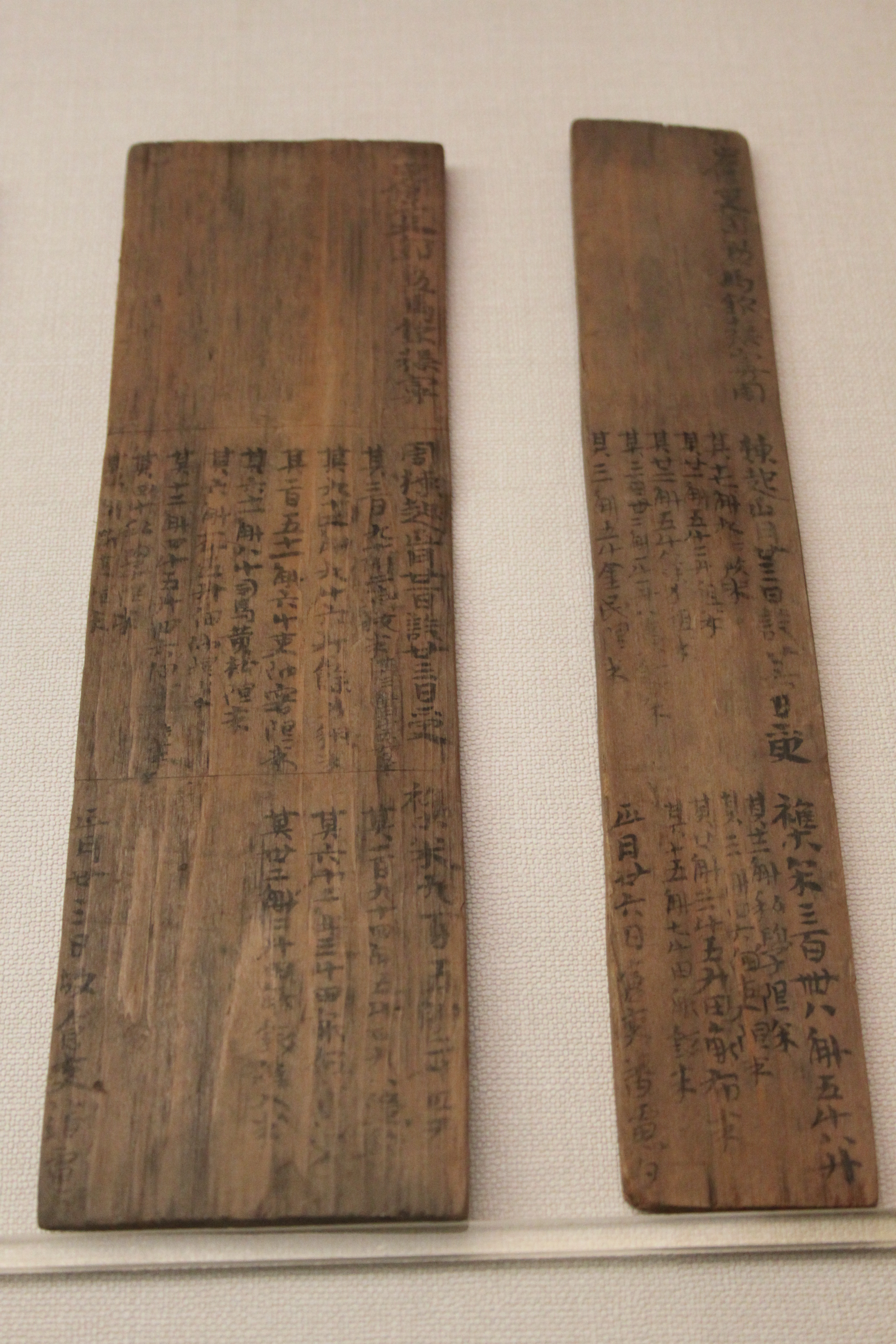
Bambusowe deseczki z zapiskami z państwa Wu. Muzeum Prowincji Hunan

Dwór Wu nie był w stanie zbudować scentralizowanej administracji i model cesarskiej biurokracji z czasów Han został porzucony, podczas gdy państwo skoncentrowało się na utrzymaniu militarnej organizacji zapewniającej obronę granic przed Shu i Wei oraz ekspansji na południe. Lokalne rody rządziły wioskami i komanderiami, formalnie przyjmując stanowiska z rąk cesarza, a w istocie jedynie odbierając uznanie władzy, którą i tak sprawowały. Lokalna ekonomia funkcjonowała w oparciu o barter i dostarczała państwu minimalnych wpływów podatkowych. To co najbardziej wyróżniało administrację Wu to ekspansja na południe, tj. kolonizacja i podbój tubylczych plemion, których członkowie byli rejestrowani jako nowi poddani cesarstwa. Wu poddało przynajmniej nominalnej chińskiej władzy nowe terytoria na terenie dzisiejszych prowincji Zhejiang, Jiangxi, Fujian i Guangdong oraz północnego Wietnamu, tak że w rezultacie liczba powiatów na dawnym Południu cesarstwa Han wzrosła dwukrotnie, ze 160 do 322. W 280 Wu posiadało populację 523 tys. zarejestrowanych domostw i 2 milionów 300 tysięcy mieszkańców, z których 32 tysiące było zarejestrowanych jako urzędnicy, a 230 tysięcy jako żołnierze. Wu nie było w stanie w pełni wykorzystać zasobów ludzkich i naturalnych tych nowych ziem, ale to one pozwoliły przetrwać dynastii Jin na Południu po upadku jej władzy na Północy w 316.
Życie kulturalne Wu nie było zbyt rozwinięte. Jego najsłynniejszymi uczonymi i poetami byli bracia Lu Ji i Lu Yun, których aktywność w większości przypada już na epokę dynastii Jin. W III wieku region dolnej Jangcy był siedzibą prężnej buddyjskiej wspólnoty i Sun Quan patronował takim postaciom jak tłumacz Zhi Qian i mnich Kang Senghui. Wu utrzymywało relacje z takimi państwami jak Linyi (tj. Czampa), Funan, Tangming i Japonia. W tym okresie rozwijał się handel na Morzu Południowochińskim, wzbogacając elity dominujące na lokalnych rynkach i przynosząc niewiele wpływów do kasy państwa. Ostatecznie "państwo Wu, które rozpoczęło się jako pełne wigoru, ekspansywne przedsięwzięcie watażki, popadło w stagnację z rozdzieranym walką frakcji dworem stojącym na czele sieci na wpół autonomicznych lokalnych magnatów, którzy kontrolowali polityczne, społeczne i ekonomiczne struktury wiosek, powiatów i komanderii Południa".